# La Quillana

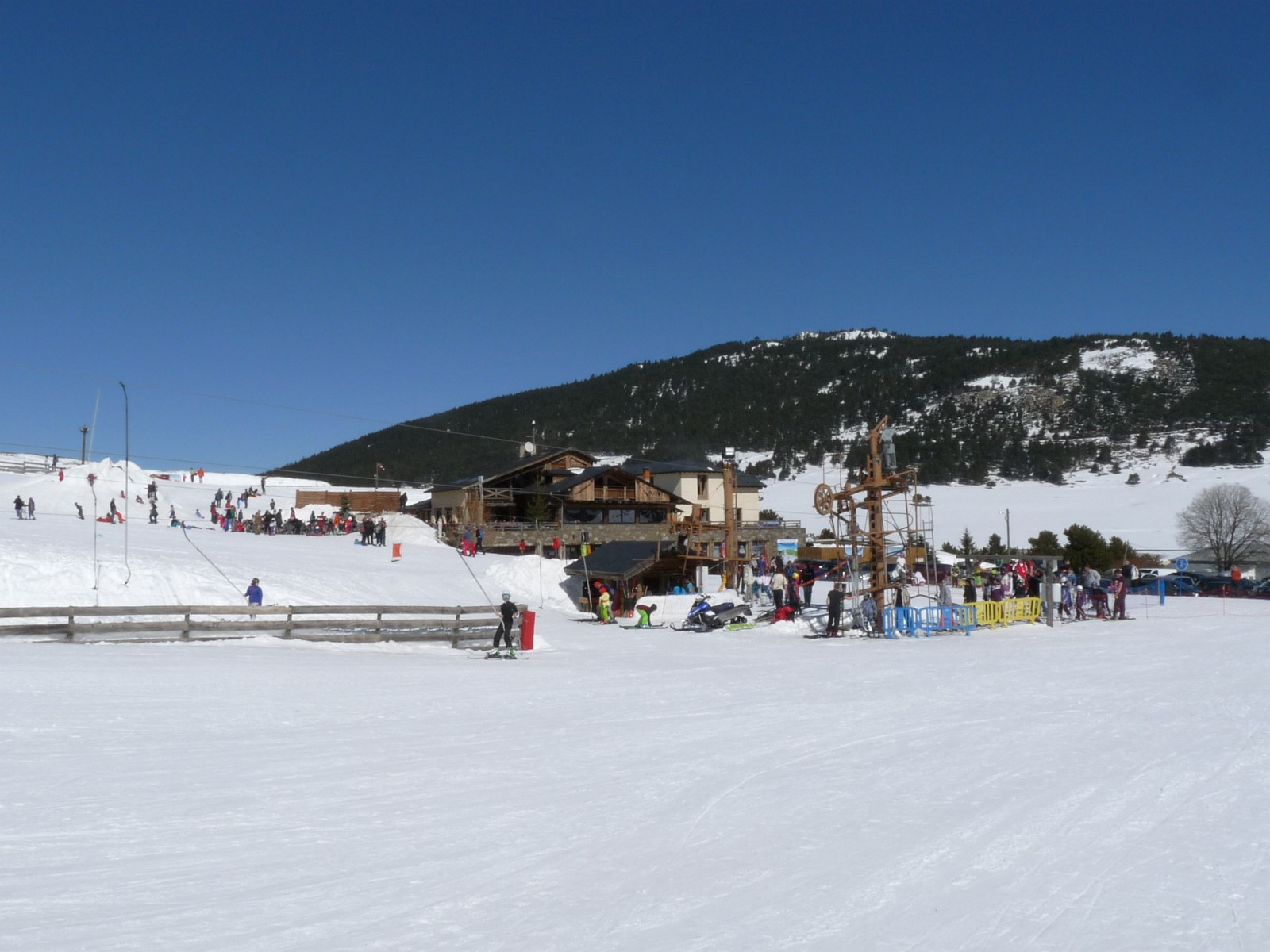
Les pistes de la Quillana

La Quillana és una estació d'esquí de fons situada en el vessant meridional del Coll de la Quillana, collada que separa les conques de la Tet i de l'Aude, dins del terme comunal de la Llaguna, de la comarca del Conflent, però a tocar del límit amb el de Matamala, de la del Capcir.
És a ponent de l'Aeròdrom de Montlluís - la Quillana, en el vessant de llevant del Serrat de Junot.
Presenta uns pendents molt poc pronunciats, per la qual cosa de vegades se l'anomena també altiplà. N'és una prova el fet que compti amb un petit aeròdrom (Aeròdrom de Montlluís - la Quillana). Hi ha un refugi de muntanya.
A la zona hi havia hagut una torre de guaita que formava part d'un sistema defensiu amb les de la Llaguna, Ovança, Fetges (Sautó), Prats de Balaguer (Fontpedrosa) i els Angles, la majoria de les quals són desaparegudes en el present.

## Estació d'esquí
Al vessant oest (cara est) del coll, en el Bosc Comunal de la Llaguna, s'hi ha instal·lat una petita estació d'esquí alpí, destinada sobretot a principiants. El primer teleesquí hi fou instal·lat el gener del 1971 per Laurent i Ginette Balaguer, la família dels quals continua gestionant-la.